# Nadežda Čačinovič
Nadežda Čačinovič (Budimpešta, 1. aprila 1947) je hrvatska filozofkinja, feministkinja i prevoditeljka.

## Životopis
Redovna je profesorka na Odseku za filozofiju Filozofskog fakulteta Sveučilišta u Zagrebu. Rođena je u slovenačkoj porodici u Budimpešti, gde je otac bio savetnik u jugoslovenskoj vojnoj misiji u Mađarskoj. Dobila je ime po Nadeždi Krupskoj, Lenjinovoj supruzi.
Školovala se u Cirihu, Bernu, Beogradu, Murskoj Soboti i Ljubljani. Studirala je filozofiju, komparativnu književnost, istoriju umetnosti i lingvistiku u Ljubljani, Bonu i Frankfurtu. Diplomirala je na Filozofskom fakultetu u Ljubljani (filozofiju i komparativnu književnost). Doktorat iz filozofije odbranila je na Filozofskom fakultetu u Zagrebu.
Od 1976. zaposlena je na Filozofskom fakultetu u Zagrebu, najpre kao asistent, zatim kao docent (1985), vanredna profesorka (1989) te redovna profesorka (1998). Predaje estetiku, filozofiju kulture i filozofiju roda.
Jedna je od osnivača i predavača Centra za ženske studije u Zagrebu (1995). Predsednica je Hrvatskog centra PEN-a od 2009. godine. Prevodi filozofska dela s engleskog i nemačkog jezika. Članica je Saveta časopisa Novi Plamen.

## Dela
- Zašto čitati filozofe : u pedeset kratkih poglavlja. Zagreb, 2009.
- Vodič kroz svjetsku književnost za inteligentnu ženu : koristan i za inteligentne muškarce. Zagreb, 2007.
- Žene i filozofija. Zagreb, 2006.
- Parvulla aesthetica. Zagreb, 2004.
- Danilo Pejović, professor emeritus Facultatis philosophicae Universitatis studiorum Zagrabiensis. Zagreb, 2002.
- U ženskom ključu : ogledi o teoriji kulture. Zagreb, 2000.
- Doba slika u teoriji mediologije. Zagreb, 2001.
- Ogled o pismenosti. Zagreb, 1994.
- Estetika. Zagreb, 1988.
- Estetika njemačke romantike : pjesništvo i refleksija. Zagreb, 1987.
- Pisanje i mišljenje. Zagreb 1981.
- Subjekt kritičke teorije. Zagreb, 1980.

## Spoljašnje veze
- Nadežda Čačinovič - europska karijera borbene filozofkinje
- Nadežda Čačinovič nova predsjednica hrvatskog P.E.N.-a